# 베를린 더비
베를린 더비는 광의로는 독일의 수도 베를린 연고 축구단의 경기들을 의미한다.
협의로는 헤르타 BSC와 1. FC 우니온 베를린간의 경기를 의미한다.